# Sarah Essam
Sarah Essam Hassanin, née le 6 avril 1999 au Caire, est une footballeuse internationale égyptienne évoluant au poste d'attaquante.

## Biographie
Sarah Essam joue dans son enfance au football avec ses frères, tout en jouant également au basket-ball,. Elle devient par la suite joueuse du Wadi Degla Sporting Club en 2014 ; elle est sacrée championne d'Égypte en 2015, 2016 et 2017. Joueuse de l'équipe d'Égypte des moins de 17 ans lors des qualifications pour la Coupe du monde 2016, elle est convoquée en équipe nationale en 2016 alors qu'elle n'a que 16 ans, dans le cadre des éliminatoires pour la Coupe d'Afrique des nations 2016.
Elle est la première footballeuse égyptienne à évoluer en Europe en s'engageant en 2017 à Stoke City, en FA Women's Premier League North (troisième division anglaise) ; elle évolue d'abord dans l'équipe réserve, où elle est dès sa première saison meilleure buteuse de l'équipe.
Elle est en parallèle étudiante en génie civil à l'université de Derby.
En 2018, elle est nommée Femme arabe de l'année dans la catégorie sport par la London Arabian Association. Elle fait partie de l'équipe de commentateurs de la BBC lors de la Coupe d'Afrique des nations de football 2019.